# Régiment d'artillerie coloniale de Tunisie
Le régiment d'artillerie coloniale du Tunisie (RACT) est une unité militaire des troupes coloniales françaises, affectée à la défense du protectorat français de Tunisie. Formé en 1938 à partir du groupe autonome d'artillerie coloniale de Tunisie, le RACT se dédouble en mars 1940 en deux régiments, tous deux dissous à la fin de cette année. Recréé en 1948, il devient en 1958 5e régiment d'artillerie de marine. 

## Histoire

### Création à partir du groupe autonome d'artillerie coloniale de Tunisie
Le RACT est issu du groupe autonome d'artillerie coloniale de Tunisie (GAACT), créé le 1er octobre 1935 à Sousse. Le GAACT prend le nom de RACT le 23 mars 1938.

### Dédoublement:1eret2erégiments d'artillerie coloniale de Tunisie
Le RACT forme le 1er mars 1940 le 1er et le 2e RACT. Le 1er RACT rejoint le Maroc en août 1940 et y est dissout le 5 novembre, ses deux groupes devenant alors IVe et Ve groupes du régiment d'artillerie coloniale du Maroc. Le 2e RACT, toujours en Tunisie, est dissous le 1er décembre.

### Nouvelle formation après-guerre
Le RACT est recréé à Sousse le 16 septembre 1948 au quartier Montauzan. Il rejoint Bizerte en 1951. Il participe à la lutte contre les indépendantistes tunisiens. En 1958, il quitte Bizerte pour Khenchela en Algérie alors en guerre. Il devient alors le 5e régiment d'artillerie de marine le 1er décembre.

## Liste des chefs de corps
Liste partielle reconstituée à partir des éditions du journal "La Dépêche Tunisienne"
- 1949 : Colonel NICOLAS Oscar
- 1951 : Colonel POIX Fernand
- 1953 : Colonel MONGUILAN Louis

## Insigne
L'insigne du régiment présente, un paysage tunisien, avec marabout et palmier, entouré d'une roue dentée, référence à la motorisation de l'unité. La roue porte l'inscription RACT. Ces éléments sont inscrits dans un croissant, symbole des troupes d'Afrique. En pointe, l'insigne porte la patte de collet de l'artillerie coloniale.
L'insigne du GAACT est semblable mais porte également la devise In hoc signo vinces, qui n'est pas reprise par le RACT.

## Personnalités ayant servi au régiment
- Paul Brunbrouck (1926-1954).